# Diospyros perfida
Diospyros perfida är en tvåhjärtbladig växtart som beskrevs av Bakh. Diospyros perfida ingår i släktet Diospyros och familjen Ebenaceae. Inga underarter finns listade i Catalogue of Life.